# Issam Badda
Issam Badda (sinh ngày 10 tháng 5 năm 1983 ở Khemisset, Maroc) là một cầu thủ bóng đá người Maroc thi đấu ở vị trí thủ môn. Anh là một phần của đội hình Maroc tham dự Cúp bóng đá châu Phi 2012.
Trong trận chung kết, Badda được chẩn đoán đã nhiễm sốt rét.